# Massacre antisikh de 1984 a Delhi

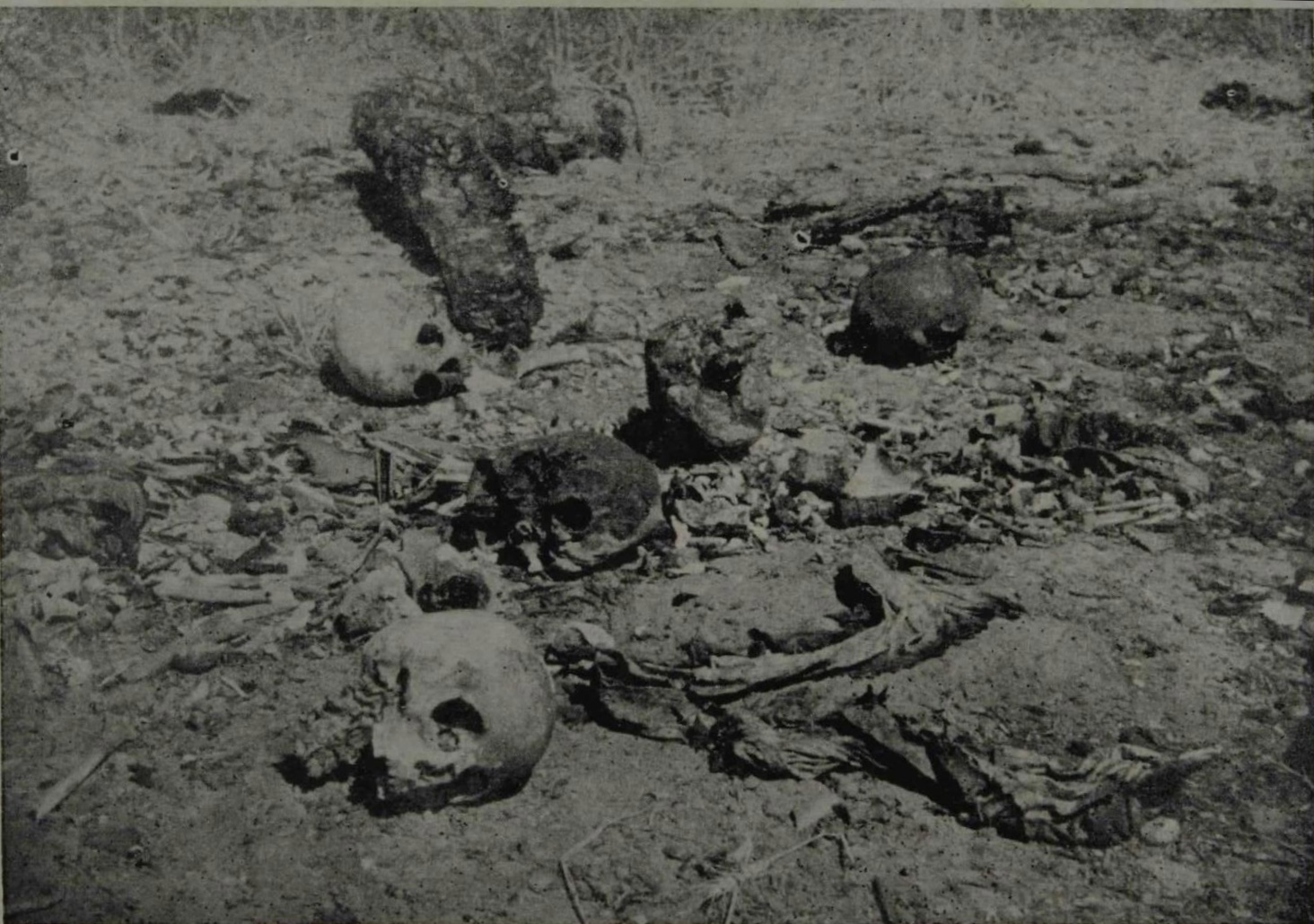
Sèrie de pogroms organitzats a l'Índia després de l'assassinat de la primera ministra Indira Gandhi.

La massacre antisikh de 1984 a Delhi va ser causada per uns aldarulls que es van produir a la capital federal de l'Índia, i que van succeir després de l'assassinat d'Indira Gandhi, per part d'alguns dels seus guardaespatlles sikhs. L'assassinat havia estat una venjança dels sikh, en resposta a l'Operació Estrella Blava en la que l'Exèrcit de l'Índia va atacar a un grup de militants sikh, que estaven refugiats en el temple daurat, el Harmandir Sahib, el santuari més sagrat del sikhisme i que va acabar amb la mort 500 persones entre elles del líder independentista Jarnail Singh Bhindranwale. Els fets van tenir lloc entre el 31 de octubre i el 3 de novembre de 1984, i van produir un nombre d'aproximadament 2.800 víctimes, la gran majoria d'elles en la zona de la capital federal, Delhi.
Encara que suposadament aquests alderulls van ser espontanis, es creu que van ser encoratjats per alguns polítics del partit del Congrés Nacional Indi, entre ells l'aleshores Primer ministre de l'Índia, Rajiv Gandhi. Cal dir que molts indis de diferents religions van fer esforços significatius per amagar, ajudar, i protegir a les famílies dels sikhs dels atacs dels violents.